# Výčapy
Výčapy är en ort i Tjeckien.   Den ligger i regionen Vysočina, i den centrala delen av landet, 150 km sydost om huvudstaden Prag. Výčapy ligger 474 meter över havet och antalet invånare är 799.
Terrängen runt Výčapy är platt. Runt Výčapy är det ganska glesbefolkat, med 24 invånare per kvadratkilometer. Närmaste större samhälle är Třebíč, 7,9 km norr om Výčapy. Trakten runt Výčapy består till största delen av jordbruksmark.